# Hydrobiologický ústav Biologického centra Akademie věd České republiky
Hydrobiologický ústav je součástí Biologického centra AV ČR, v.v.i. v Českých Budějovicích.

## Historie
Počátky ústavu sahají do poloviny 70. let 20. století kdy bylo rozhodnuto o přesunu biologických ústavů ČSAV do Českých Budějovic. 1. října 1981 bylo oficiálně ústaveno Jihočeské biologické centrum ČSAV, které v té době sídlilo v budově Na Sádkách. Hydrobiologická laboratoř byla v té době součástí Ústavu krajinné ekologie ČSAV. 
Samostatný Hydrobiologický ústav ČSAV byl ustaven 1. dubna 1990. První ředitelkou ústavu se stala Viera Straškrábová, která tuto funkci zastávala do roku 1998.
Od 1. 1. 2006 se Hydrobiologický ústav stal součástí nově ustaveného Biologického centra AV ČR.

## Odborné zaměření
Ústav se zaměřuje na výzkum vodních organismů a jejich vzájemné interakce. Specializace pracovníků ústavu sahá od hydrochemie přes biochemii, mikrobiologii, algologii, protozoologii, zoologii zooplanktonu až po ichtyologii. 
Charakteristickým rysem pracoviště je vzájemné doplňování experimentální práce a terénního výzkumu s pravidelným dlouhodobým sledováním vybraných českých údolních nádrží (Římov, Slapy, Lipno), což umožňuje odlišení jevů nastávajících v různých časových měřítkách.
Ústav se dělí na tři hlavní oddělení:
- Oddělení ekologie ryb a zooplanktonu
- Oddělení mikrobiální ekologie vody
- Oddělení hydrochemie a ekologického modelování